# 마그나복스

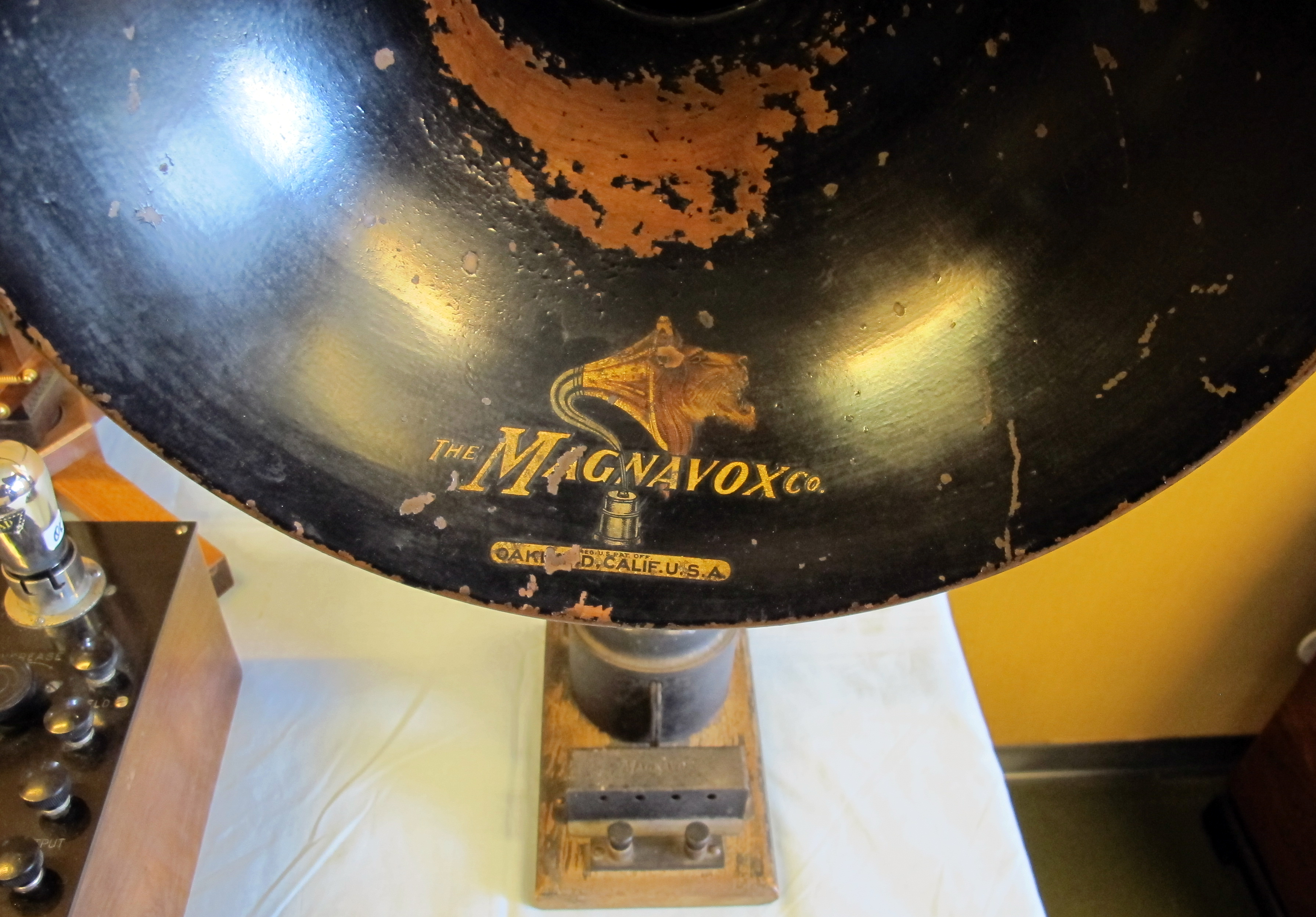
빈티지 증폭기 위의 마그나복스 브랜드

마그나복스(Magnavox 또는 MAGNAVOX, 라틴어로 "큰 목소리"를 의미)는 미국에 설립된 일렉트로닉스 기업의 하나이다. 오늘날 전자기업 필립스의 자회사이다.
마그나복스의 전 회사는 1911년 나파의 연구실에서 무빙코일 스피커(수화기에 대한 미국 특허번호 1,105,924)를 공동으로 발명한 Edwin Pridham과 Peter L. Jensen에 의해 설립되었다. 60년 뒤 마그나복스는 세계 최초의 가정용 비디오 게임 콘솔 장난감인 오디세이를 생산하였다.
마그나복스는 상표 소유자 필립스의 라이선스를 받아 현재 후나이가 제조하는 제품 계열의 브랜드 이름이다.